# Svinița
Svinița (in serbo Свињица?, Svinjica, in ungherese Szinice) è un comune della Romania di 1071 abitanti, ubicato nel distretto di Mehedinți, nella regione storica del Banato. 
La maggioranza della popolazione (oltre l'85%) è di etnia serba ed il comune è ufficialmente bilingue: sia il romeno che il serbo vengono insegnati nelle scuole ed utilizzati per gli atti pubblici.
Nella località chiamata Tricule, lungo la riva del Danubio, si possono vedere i resti di una grande fortificazione costruita nell'XI secolo, utilizzata e soggetta a successivi ampliamenti fino al XVI secolo.